# Francesco Manca
Francesco Manca (Milán, noviembre de 1966) es un astrónomo amateur italiano y descubridor de planetas menores en el Observatorio Astronómico de Sormano en el norte de Italia.

## Biografía
Adquirió experiencia de investigación y observación de los objetos cercanos a la Tierra (NEO) en observatorios profesionales en Arizona, Estados Unidos, en el programa Catalina Sky Survey. Su trabajo no observacional se centra en los cálculos de la órbita y las aproximaciones cercanas de los asteroides a la Tierra y el cálculo de las identificaciones de la órbita de los asteroides y cometas.
Es miembro de la SIMCA (sociedad italiana de mecánica celeste y astrodinámica) y de la Fundación Spaceguard. 

## Carrera profesional
Su actividad profesional cubre las aplicaciones de sistemas de medición para la alineación con objetos celestes, instalados sobre grandes telescopios ópticos o radiotelescopios como el VLT (Very Large Telescope), Atacama Large Millimeter Array (ALMA), Observatorio de Anatolia Oriental, ASTRI (Astrofísica con Specchi a Tecnologia Replicante Italiana), Large Binocular Telescope (LBT), NEOSTEL (telescopio FlyEye) para la ESA y en instrumentos espaciales como Observatorio de Monitoreo Solar.
El asteroide de la familia Coronis 15460 Manca, descubierto por Andrea Boattini y Luciano Tesi en el Observatorio San Marcello Pistoiese en 1998, recibe su nombre en su honor.

## Publicaciones
- "Asteroid and Planet Close Encounters", Minor Planet Bulletin, ( 1999 F. Manca, P. Sicoli )
- "Monitoring Hazardous Objects", Proceedings of the Third Italian Meeting of Planetary Science, ( 2000 F. Manca, P. Sicoli )
- "Planetary Close Encounters", Proceedings of the Fourth Italian Meeting of Planetary Science, ( 2002 F. Manca, P. Sicoli )
- "Minor planet recovery: analysis and verification of data obtained by OrbFit and Edipo software", Proceedings of the Fifth Italian Meeting of Planetary Science, ( 2003 F. Manca, A. Testa, M. Carpino)
- "Identification of asteroids and comets: methods and results", Proceedings of the X National Conference on Planetary Science. (2011 F. Manca, P. Sicoli, and A. Testa)
- "Identification of asteroids and comets: update on methods and results".  Proceedings of the XI National Conference on Planetary Science. (2013 F. Manca, A. Testa)
- "Close encounters among asteroids, comets, Earth-Moon system and inner planets: the cases of (99942) Apophis and Comet C/2013 A1 ". Proceedings of the XII Italian national workshop of planetary sciences. (2015 F. Manca, P. Sicoli, A. Testa)
- "TANDEM: a new SST station at INAF-OAS Loiano Observatory", Presentation at 75th International Astronautical Congress (IAC), (2024 D. Gallieni, F. Manca)

## Lista de asteroides descubriertos[2]
| (9111) Matarazzo       | 28 de enero de 1997      | junto con P. Sicoli    |
| (9115) Battisti        | 27 de febrero de 1997    | junto con P. Sicoli    |
| (9796) 1996 HW         | 19 de abril de 1996      | junto con P. Chiavenna |
| (10387) Bepicolombo    | 18 de octubre de 1996    | junto con P. Sicoli    |
| (10605) Guidoni        | 3 de noviembre de 1996   | junto con V. Giuliani  |
| (10606) Crocco         | 3 de noviembre de 1996   | junto con V. Giuliani  |
| (11652) Johnbrownlee   | 7 de febrero de 1997     | junto con P. Sicoli    |
| (12405) Nespoli        | 15 de septiembre de 1995 | junto con V. Giuliani  |
| (18542) Broglio        | 29 de diciembre de 1996  | junto con A. Testa     |
| (18556) Battiato       | 7 de febrero de 1997     | junto con P. Sicoli    |
| (19318) 1996 XB2       | 2 de diciembre de 1996   | junto con M. Cavagna   |
| (21289) 1996 VB1       | 3 de noviembre de 1996   | junto con V. Giuliani  |
| (26197) Bormio         | 31 de marzo de 1997      | junto con P. Sicoli    |
| (27855) 1995 AK        | 4 de enero de 1995       | junto con A. Testa     |
| (32944) Gussalli       | 19 de noviembre de 1995  | junto con P. Sicoli    |
| (35334) Yarkovsky      | 31 de marzo de 1997      | junto con P. Sicoli    |
| (37022) Robertovittori | 22 de octubre de 2000    | junto con G. Ventre    |
| (39734) 1996 XG26      | 14 de diciembre de 1996  | junto con P. Chiavenna |
| (43956) 1997 CD7       | 31 de marzo de 1997      | junto con P. Sicoli    |
| (43957) 1997 CL13      | 7 de febrero de 1997     | junto con P. Sicoli    |
| (48643) Allen-Beach    | 20 de octubre de 1995    | junto con P. Sicoli    |
| (59087) 1998 VT33      | 15 de noviembre de 1998  | junto con P. Sicoli    |
| (69961) Millosevich    | 15 de noviembre de 1998  | junto con P. Sicoli    |
| (79847) 1998 XY2       | 7 de diciembre de 1998   | junto con A. Testa     |
| (96583) 1998 VG34      | 15 de noviembre de 1998  | junto con P. Sicoli    |
| (100641) 1997 VO4      | 3 de noviembre de 1997   | junto con V. Giuliani  |